# 오늘부터 로그아웃
《오늘부터 로그아웃》(포르투갈어: Modo Avião)은 알베르토 브레머의 시나리오와 세나 로드리게스 가 연출한 브라질의 코미디 영화이며 르 나토 파군 데스와 앨리스 이름-봄 템포가 저술한 영화다. 라리사 마노엘라, Erasmo Carlos, Katiuscia Canoro, André Frambach, Dani Ornellas과 같은 스타가 있다.